# Élli Kokkínou
Élli Kokkínou (en grec moderne : Έλλη Κοκκίνου) est une chanteuse grecque née à Athènes le 24 juillet 1970.

## Biographie
Issue d’une famille de musiciens, elle s’est très tôt passionnée pour la chanson. Elle débute en chantant dans un groupe alors qu’elle étudie les arts graphiques en Grèce. Alors qu’elle envisage une carrière de chanteuse professionnelle, elle part à Los Angeles en 1994 étudier au sein du Musicians Institute (en).
Ses deux premiers opus sortis respectivement en 1999 (Epikindyna Pehnidia) et 2000 (Andriki Kolonia) sont des échecs relatifs. En revanche, l’album Sto Kokkino (littéralement, En rouge), issu de sa première collaboration avec le compositeur Phoebus en 2003, est un réel succès populaire. En quelques mois, Sto Kokkino est double disque de platine en Grèce et s’exporte en Turquie.
En octobre 2004, l’album est augmenté de quatre nouveaux morceaux et d’un DVD bonus, sous le titre Platinum Edition.
En novembre  2005, la même équipe produit l’album Sex, qui rencontre un succès équivalent à Sto Kokkino[réf. nécessaire].
Ki Allo, dernier album sorti à ce jour, est une reprise de l’album Sex, notamment complété d’une version française du sulfureux titre Sex, et de deux duos avec le chanteur Thanos Petrelis : Ki Allo et Adiaforos. Les deux artistes se produisent en concert avec Vanessa Adamopoulou à L’Apollon d’Athènes.
Le 4 septembre 2007, Élli Kokkínou se marie avec Panayiotis Vasiliadis, avec qui elle est en couple depuis 7 ans. Au titre de ses projets, on peut noter une collaboration avec Natacha Theodoridou à l’hiver 2007.

## Discographie
- Epikindyna Pehnidia, 1999
- Andriki Kolonia, 2000
- Sto Kokkino, 2003
- Paradinome, 2004
- Sto Kokkino Platinum Edition, 2004
- Sex, 2005.
- Ki Allo, 2006, édition augmentée de l’album Sex.
- Eilikrina, 2007.

## Liens
Site officiel en grec

Fan club en grec et en anglais